# Dvorák (cratère)
Pour les articles homonymes, voir Dvorak.
Dvorák est le nom d'un cratère d'impact présent sur la surface de Mercure. 
Le cratère fut ainsi nommé par l'Union astronomique internationale en 1976 en hommage au compositeur tchèque Antonín Dvořák. 
Son diamètre est de 75 km. Il se situe dans le quadrangle de Kuiper (quadrangle H-6) de Mercure.